# Pico Mágina
El pico Mágina es una montaña situada en el parque natural de Sierra Mágina en la provincia de Jaén. Su altitud es de 2167 m s. n. m. Es el pico más alto de esta provincia y se encuentra en la divisoria de los términos municipales de Albanchez de Mágina y de Huelma, en una larga cuerda que supera los dos mil metros a lo largo de 5 km, desde la Peña de Jaén (2147 m s. n. m.), Miramundos (2077 m s. n. m.) hasta Peña Grajera (2014 m s. n. m.).

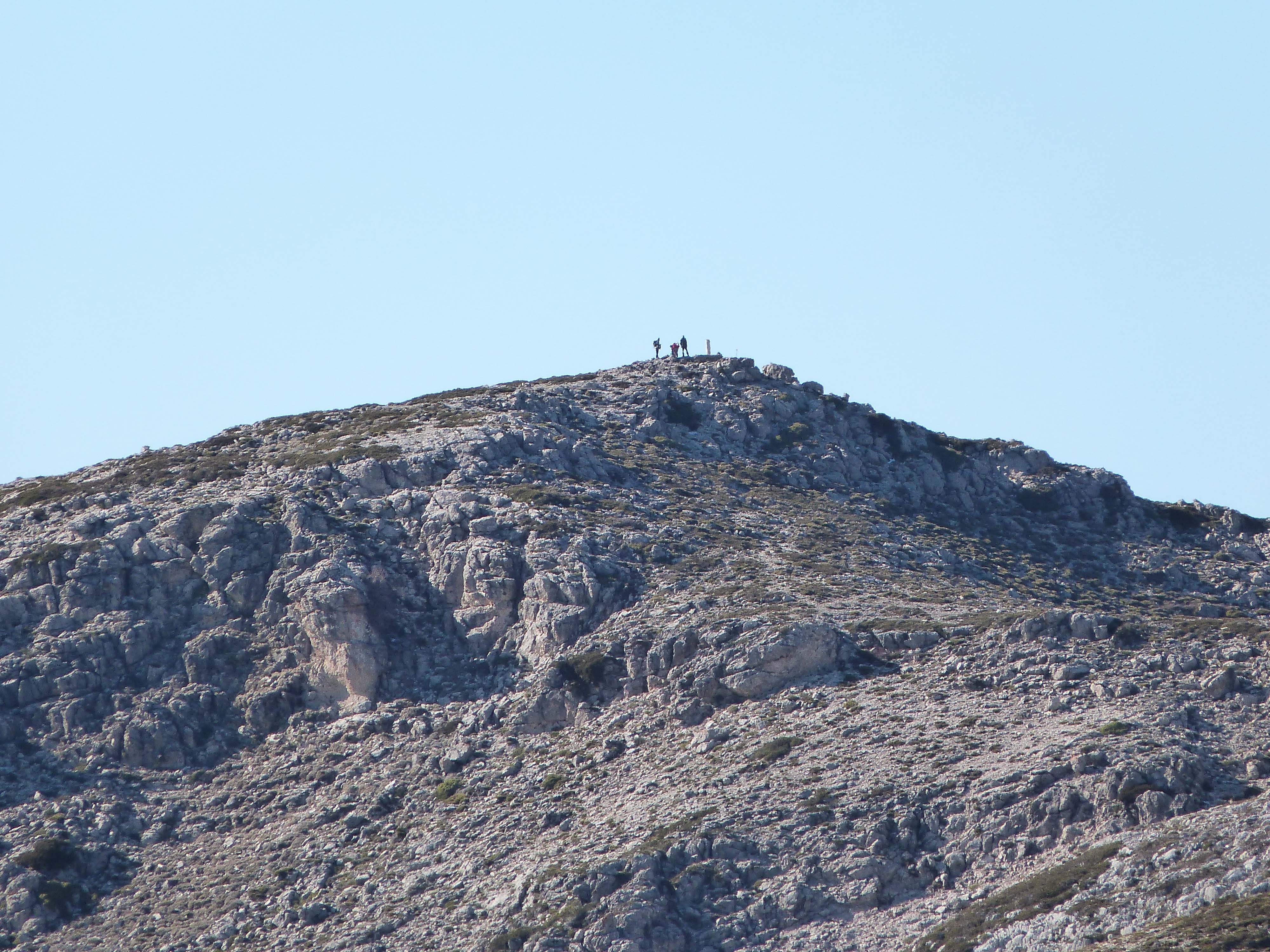
Cima del pico Mágina desde el Oeste